# Trésorier de France
Der Trésorier de France (Schatzmeister von Frankreich) war ein Amt in der Finanzverwaltung des Ancien Régime.

## Mittelalter
Der Amt des Trésorier de France wurde im 13. Jahrhundert als Verwalter der königlichen Finanzen eingeführt. Ab Philipp dem Schönen, der 1295 das Schatzamt aus dem Temple in den Louvre verlegte, stieg die Zahl der Trésoriers de France je nach Epoche von zwei auf vier. Zu dieser Zeit stammten die Einkünfte der Monarchie aus der Domaine royal. Ab dem 14. Jahrhundert wurde eine parallele Finanzverwaltung aufgebaut, die auf Steuern basierte. Die Tresoriers de France verwalten nur die Domäneneinnahmen, die sogenannten ordentlichen Finanzen, während die Steuern oder außerordentlichen Finanzen von den Généraux des Finances verwaltet wurden. Man unterschied unter den Trésoriers de France zwischen einem Souverain établi sur les trésoriers, der mit der Bewachung des Staatsschatzes betraut war und vom Changeur du Trésor unterstützt wird, und den anderen Schatzmeistern, die regelmäßige Ritte durch das königliche Gebiet durchführten, sogenannte Chevauchés, um sich von dessen ordnungsgemäßer Verwaltung zu überzeugen. Um 1444 wurde das System von Karl VII. reformiert, der das Königreich in vier Schatzmeisterei-Regionen zur Verwaltung der Finanzen aufteilte: Languedoc, Languedoïl, Normandie und Outre-Seine-et-Yonne. Jede dieser Regionen wurde von einem eigenen Trésorier de France verwaltet, der weiterhin in Paris residierte.
Bei der Ausübung ihrer Funktion als Domänenverwalter hatten die Trésoriers de France Autorität über die Baillis und Seneschalle; sie konnten auch Zahlungsanweisungen an die Receveurs du Domaine und die Changeurs du Trésor weiterleiten. Sie hatten keine eigene Gerichtsbarkeit, konnten aber in die Chambre des comptes berufen werden. Im Jahr 1390 bildete ein Teil der Trésoriers de France die Chambre du Trésor, eine Gerichtsbarkeit für Streitigkeiten, die mit den gewöhnlichen Finanzen zu tun hatten. Die mittelalterlichen Trésoriers de France hatten keine Funktion bei der Anordnung der Finanzen, die dem Conseil du Roi vorbehalten war.

## 16. Jahrhundert
Im Spätmittelalter übernahmen die vier Trésoriers de France und die vier Généraux des Finances unter dem Namen Messieurs des Finances gemeinsam die Verwaltung der königlichen Finanzen, behielten aber ihre getrennten Funktionen bei. Franz I. versuchte ab 1523, dieses System zu vereinheitlichen. Zu diesem Zeitpunkt wurde der Trésor de l’Épargne gegründet, die neue Zentralkasse der Monarchie. Im Juni 1524 wurde ein zweites Amt geschaffen: der Trésor des Finances extraordinaires et parties casuelles, das sich mit unregelmäßigen und unvorhergesehenen Staatsausgaben befasste. Im Jahr 1542 wurden die Einnahmen der Domaine royal (ordentliche Finanzen) und die Einnahmen der Aides und Tailles (außerordentliche Finanzen) in neuen Recettes générales vereint. Ab 1545 mussten die Trésoriers de France und die Généraux des Finances in ihren Schatzämtern residieren, was ihrer Rolle als zentrale Finanzverwaltung ein Ende setzt. Es waren die Intendants und Contrôleurs généraux des Finances, die ihnen in dieser Rolle nachfolgten.

## Trésorier général des Finances
1552 wurden dann die Ämter des Trésorier des France und des Général des Finances im neuen Amt des Trésorier général de France vereint. Von 1557 bis 1577 kehrte man noch einmal zur alten Unterscheidung zurück, vervielfachte dabei aber die Zahl der Trésoriers de France: es gab nun zwei für jede der siebzehn Généralités.
Die endgültige Vereinigung der Trésoriers de France und der Généraux des Finances zum Trésorier général des Finances erfolgte 1577 mit der Einführung einer kollektiven Finanzverwaltung auf der Ebene der Généralités in neuen Einrichtungen, die als Bureaux des Finances bezeichnet wurden.
Die Funktion des Trésorier général de France in der Finanzverwaltung war nur bis zur Einführung des  Intendant de Justice, Police et Finances von Bedeutung. Die wichtigste Aufgabe, die den Trésoriers généraux des Finances blieb, war die Verwaltung der Domaine royal. Das Amt bot jedoch die Vorteile des abgestuften Adels und eine komfortable Vergütung, die an die verwalteten Summen gekoppelt war.
Die bekanntesten Amtsinhaber sind Paul II. Ardier († 1671), Charles du Fresne, sieur du Cange († 1688), Jean de la Bruyère († 1696) und Jean Racine († 1699).